# Efecto Purkinje

Una secuencia animada de la simulación del aspecto de una flor roja (de un geranio zonal) y follaje de fondo bajo condiciones fotópica, mesópicas, y escotópica.

El efecto Purkinje (a veces llamado desplazamiento de Purkinje) es la tendencia del pico de sensibilidad de luminancia del ojo para desplazarse hacia el extremo azul del espectro de color a bajos niveles de iluminación como parte de la adaptación a la oscuridad. En consecuencia, los rojos aparecerán más oscuros respecto a otros colores conforme disminuyen los niveles de luminosidad. El efecto es llamado así por el anatomista checo Jan Evangelista Purkyně.  Mientras el efecto es a menudo descrito desde la perspectiva del ojo humano, está bien establecido en un número de animales bajo el mismo nombre para describir el cambio general de sensibilidad espectral debido al agrupamiento de la señal de salida del conjunto de conos y bastones como parte de la adaptación luz/oscuridad.
Este efecto introduce una diferencia en el contraste de color bajo niveles diferentes de iluminación. Por ejemplo, a la luz del sol, las flores del geranio aparecen de color rojo brillante frente al verde apagado de sus hojas, o las flores azules adyacentes, pero en la misma escena vista al atardecer, el contraste se invierte, y los pétalos rojos aparecen de color rojo oscuro o negro, y las hojas y los pétalos azules aparecen relativamente brillantes.
La sensibilidad a la luz en la visión escotópica varía con longitud de onda, aunque la percepción es esencialmente en blanco y negro. El desplazamiento de Purkinje es la relación entre el máximo de absorción de la rodopsina, que alcanza un máximo a unos 500 nm, y el de las opsinas en los conos de mayor longitud de onda que dominan en la visión fotópica, a unos 555 nm (verde).
En astronomía visual, el desplazamiento de Purkinje puede afectar las estimaciones visuales de estrellas variables cuando se comparan estrellas de diferente color, especialmente si una de las estrellas es roja.

## Fisiología
El efecto Purkinje ocurre en la transición entre uso primario de los sistemas fotópico (conos) y escotópico (bastones), eso es, en el estado mesópico: a medida que la intensidad se atenúa, los bastones toman el relevo y, antes de que el color desaparezca completamente, se desplaza hacia la mayor sensibilidad de los bastones.
El efecto ocurre porque en condiciones mesópicas las salidas de los conos en la retina, que son generalmente responsables de la percepción de color de día, se juntan con las salidas de los bastones que son más sensibles en esas condiciones y tienen una sensibilidad máxima en la longitud de onda azul-verde de 507 nm.

## Uso de luces rojas
La insensibilidad de los bastones a la luz de mayor longitud de onda ha llevado a utilizar luces rojas en determinadas circunstancias especiales, por ejemplo, en las salas de control de los submarinos, en los laboratorios de investigación, en los aviones o en la astronomía visual.
Las luces rojas se utilizan en condiciones en las que es conveniente activar tanto el sistema fotópico como el escotópico. Los submarinos están bien iluminados para facilitar la visión de los miembros de la tripulación que trabajan en ellos, pero la sala de control debe estar iluminada de forma diferente para que los miembros de la tripulación puedan leer los paneles de instrumentos y, sin embargo, permanezcan a oscuras. Empleando luces rojas o usando gafas de adaptación rojas, los conos pueden recibir suficiente luz para proporcionar una visión fotópica (es decir, la visión de alta agudeza necesaria para la lectura). Los bastones no se saturan con la luz roja brillante porque no son sensibles a la luz de longitud de onda larga, por lo que los tripulantes permanecen adaptados a la oscuridad.
Del mismo modo, las cabinas de los aviones utilizan luces rojas para que los pilotos puedan leer sus instrumentos y mapas mientras conservan la visión nocturna para ver el exterior del avión..
Las luces rojas también se utilizan a menudo en entornos de investigación. Muchos animales de investigación (como ratas y ratones) tienen una visión fotópica limitada, ya que tienen muchos menos fotorreceptores de tipo cono.
Los sujetos animales no perciben las luces rojas y, por tanto, experimentan la oscuridad (el período activo para animales nocturnos), pero los investigadores humanos, que tienen un tipo de cono (el "cono L") que es sensible a las longitudes de onda largas, son capaces de leer instrumentos o realizar procedimientos que serían impracticables incluso con una visión escotópica totalmente adaptada a la oscuridad (pero de baja agudeza).
Por la misma razón, las exhibiciones de animales nocturnos en los zoológicos suelen estar iluminadas con luz roja.

## Historia
El efecto fue descubierto en 1819 por Jan Evangelista Purkyně. Purkyně era un polímata que solía meditar al amanecer durante largos paseos largos por los campos de Bohemia florecidos. Purkyně se dio cuenta de que sus flores favoritas aparecían de color rojo brillante en una tarde soleada, mientras que al amanecer parecían muy oscuras. Razonó que el ojo no tiene uno, sino dos sistemas adaptados para ver los colores, uno para intensidad de luz brillante, y otro para el crepúsculo y el amanecer.

Purkyně escribió en su Neue Beiträge:
Objetivamente, el grado de iluminación tiene una gran influencia en la intensidad de la calidad del color. Para comprobarlo con mayor claridad, tomé algunos colores antes del amanecer, cuando comienza a clarear lentamente. Al principio sólo se ve el negro y el gris. En particular, los colores más brillantes, el rojo y el verde, aparecen más oscuros. El amarillo no se distingue de un rojo rosado. El azul se hace notar primero. Los matices del rojo, que por lo demás son los más brillantes a la luz del día, a saber, el carmín, el cinabrio y el naranja, se muestran como los más oscuros durante bastante tiempo, en contraste con su brillo medio. El verde me parece más azulado, y su tinte amarillo se desarrolla sólo con el aumento de la luz del día.